# Birtin (okręg Bihor)
Birtin – wieś w Rumunii, w okręgu Bihor, w gminie Vadu Crișului. W 2011 roku liczyła 347 mieszkańców.